# Rote Mütze Raphi
Rote Mütze Raphi (* 2. Januar 2002 als Raphaella Henn) ist eine deutsche Rapperin aus der Nähe von Koblenz. Ihr Markenzeichen ist die namensgebende rote Kopfbedeckung.

## Leben und Karriere
Rote Mütze Raphi kommt aus Simmern im Rhein-Hunsrück-Kreis. Sie ist zur Hälfte brasilianischer Abstammung und hat mehrere Geschwister. Ihre Eltern trennten sich, als sie drei Jahre alt war. Nach ihrem Hauptschulabschluss begann sie ein freiwilliges soziales Jahr in der Pflege.
Eigenen Angaben zufolge begann sie im Alter von 14 Jahren, erste Liedtexte zu schreiben. Nachdem sie bereits 2019 regelmäßig kurze Songschnipsel auf YouTube und Instagram veröffentlicht hatte, erschienen im Januar 2020 eine erste Single über das Label Achtabahn Aufnahmen und ihr erstes professionelles Musikvideo zum Lied C’est la Vie, wodurch erstmals eine breite Öffentlichkeit auf sie aufmerksam wurde. Im August 2020 folgten das Lied Heute und ein dazugehöriges Musikvideo. Beide Musikvideos wurden auf YouTube innerhalb kurzer Zeit mehrere Hunderttausend Mal aufgerufen und die Lieder liefen im Radio (u. a. auf 1 Live).
Im Juli 2021 wurde ein kurzer Beitrag über Rote Mütze Raphi in der Sendung Landesschau Rheinland-Pfalz im SWR-Fernsehen ausgestrahlt.
Durch die anhaltende COVID19-Pandemie war die Durchführung von Festivals im August 2021 nicht oder nur in einem sehr begrenzten Rahmen möglich. Die Festivals Rocken am Brocken, MS Dockville und Sound of the Forest veranstalteten gemeinsam in Zusammenarbeit mit Arte das Zeitgleich Festival 2.0. Vor Ort waren zwar wenige Besucher anwesend, der Fokus lag jedoch auf dem Onlinelivestream. Rote Mütze Raphi trat hierbei für das MS Dockville auf.
Im August 2021 veröffentlichte Seeed gemeinsam mit ihr einen Remix ihres Songs Love & Courvoisier.
Rote Mütze Raphi wohnt in der Nähe von München.

## Diskografie
Singles 
- 2020: C’est la Vie
- 2020: Heute
- 2020: Au Revoir
- 2020: Verwirrt
- 2021: Messer
- 2021: Ace of Spades (feat. ART)
- 2021: Tag ein Tag aus (feat. Aylo; #1 der deutschen Single-Trend-Charts am 18. Juni 2021[13])
- 2021: On/Off (produziert von Achtabahn)
- 2021: Fickst mein Kopf (produziert von Achtabahn)
- 2022: Nur Leid (produziert von Achtabahn)
- 2022: Endorphine (produziert von Achtabahn)
- 2022: Stories (produziert von Achtabahn)
- 2022: Wenn ich die Augen schließe (feat. LINA)
- 2022: Crazy (feat. KATI K)
- 2023: Banküberfall (feat. Fae August)
- 2023: Immer wieder (mit Capital Bra & Kalazh44; #12 der deutschen Single-Trend-Charts am 6. Oktober 2023[14])

Singles als Gastmusikerin
- 2021: Seeed feat. Rote Mütze Raphi – Love & Courvoisier (RMX) (produziert von The Krauts & Seeed)[15]

Alben
- 2022: Liebeskummerparty
- 2022: Liebeskummerparty Deluxe

## Auszeichnungen und Nominierungen

### Erhaltene Auszeichnungen
- 2021: New Music Award – Kategorie: "Newcomerin des Jahres"[16]

### Nominierungen
- 2021: 1LIVE Krone – Kategorie: "Bester Newcomer Act"[17]